# Katharina Bracht
Katharina Bracht (* 1967 in Würzburg) ist eine deutsche evangelische Kirchenhistorikerin. Sie ist Professorin für Kirchengeschichte an der Friedrich-Schiller-Universität Jena.

## Leben
Nach dem Abitur 1987 und dem Studium der evangelischen Theologie an der Westfälischen Wilhelms-Universität Münster, der Ludwig-Maximilians-Universität München und der Kirchlichen Hochschule Berlin (1987–1994) legte sie 1994 das erste theologische Examen der Evangelischen Kirche von Westfalen ab. Die Promotion an der Martin-Luther-Universität Halle-Wittenberg, unterstützt von einem Promotionsstipendium des Evangelischen Studienwerkes Villigst, mit der Arbeit Vollkommenheit und Vollendung. Zur Anthropologie des Methodius von Olympus schloss sie am 1998 ab. Das Gemeindevikariat (1998–2000) absolvierte sie in Bielefeld und das Sondervikariat an der kirchlichen Hochschule Bethel (2000–2001). Pfarrerin zur Anstellung der reformierten Kirchengemeinde Bielefeld war sie von 2001 bis 2002. Sie wurde 2002 ordiniert.
Von 2002 bis 2009 war sie Juniorprofessorin für Kirchengeschichte mit dem Schwerpunkt Ältere Kirchengeschichte und Patristische Theologie, Humboldt-Universität zu Berlin. Von 2009 bis 2011 arbeitete sie an der Forschungsstelle Altkirchliche Kommentarliteratur der evangelisch-theologischen Fakultät der LMU München, wo sie 2011 mit der Arbeit Hippolyts Schrift In Danielem. Kommunikative Strategien eines frühchristlichen Kommentars habilitiert wurde. Seit 2011 ist sie ordentliche Professorin für Kirchengeschichte an der Friedrich-Schiller-Universität Jena. Sie forscht zur älteren Kirchengeschichte und patristischen Theologie, insbesondere Methodios von Olympos, Hippolyt von Rom und zur Daniel-Rezeption in der Christentumsgeschichte.
Sie ist Mitglied der Association Internationale d’Études Patristiques, Patristischen Arbeitsgemeinschaft, Wissenschaftlichen Gesellschaft für Theologie, des Münchner Zentrums für Antike Welten (assoziiert) und der Gesellschaft für Thüringische Kirchengeschichte.

## Veröffentlichungen (Auswahl)
- Vollkommenheit und Vollendung. Zur Anthropologie des Methodius von Olympus (= Studien und Texte zu Antike und Christentum. Band 2). Mohr Siebeck, Tübingen 1999, ISBN 3-16-147250-0 (= Dissertation).
- Securitas libertatis. Augustins Entdeckung der radikalen Entscheidungsfreiheit als Ursprung des Bösen. Antrittsvorlesung. 4. Februar 2004. Humboldt-Universität zu Berlin. Theologische Fakultät (= Humboldt-Universität zu Berlin. Öffentliche Vorlesungen. Heft 140). Humboldt-Universität, Berlin 2004, ISBN 3-86004-190-8.
- mit David S. du Toit (Hg.): Die Geschichte der Danielauslegung in Judentum, Christentum und Islam. Studien zur Kommentierung des Danielbuches in Literatur und Kunst (= Beihefte zur Zeitschrift für die Alttestamentliche Wissenschaft. Heft 371). De Gruyter, New York/Berlin 2007, ISBN 978-3-11-019301-5.
- Hippolyts Schrift In Danielem. Kommunikative Strategien eines frühchristlichen Kommentars (= Studien und Texte zu Antike und Christentum. Band 85). Mohr Siebeck, Tübingen 2014, ISBN 978-3-16-152034-1 (= geringfügig überarbeitete Habilitationsschrift).
- Hippolyt von Rom: Danielkommentar. Eingeleitet, übersetzt und kommentiert (= Bibliothek der griechischen Literatur. Band 80). Anton Hiersemann, Stuttgart 2016, ISBN  978-3-7772-1614-0.